# 涟邵矿务局
涟邵矿务局是一个以煤炭生产为主的中国大型国营企业，总部位于湖南省娄底市，矿区分布在娄底、湘潭、邵阳境内。鼎盛时期矿区人口达到16万人，在职员工近5万人。正常煤炭年产量270万吨左右，历史上最高年产量330万吨。

## 下属单位
涟邵矿务局管辖以下单位：

### 煤矿企业
牛马司煤矿，
桥头河煤矿，
金竹山煤矿，
洪山殿煤矿，
斗笠山煤矿，
朝阳煤矿，
利民煤矿，
恩口煤矿，
芦茅江煤矿，
冷水江煤矿，
第一工程处，
第二工程处;

### 生产辅助单位
机械厂，
水泥厂，
地质勘探队;

### 医院、学校
职工医院 (包括各矿的医院和矿务局医院)，
职工大学，
技工学校，
子弟小学和中学多所。

## 历史
1959年5月，涟邵矿务局成立。从几对小井，煤炭工人用扁担挑煤，发展成为拥有勘探、设计、生产、建设、机械制造等门类齐全的国家大型企业。
2001年朝阳、斗笠山、桥头河、芦茅江煤矿顺利破产转交地方，涟邵矿务局建立新的企业制度，成立了直属煤炭工业部的国有独资涟邵矿业集团有限公司。
2006年，湖南省政府整合原中央下放的涟邵矿业集团有限公司、资兴矿业集团有限公司、白沙煤电集团有限公司及省属的长沙矿业集团有限公司、湘潭矿业集团有限公司和湖南省辰溪煤矿六家省属煤矿企业，组建了湖南省煤业集团有限公司 （简称“湘煤集团”）。原涟邵矿务局所辖的金竹山、牛马司、洪山殿三个公司划归集团直管。
其他部门改组为涟邵矿区安全生产管理局和涟邵实业公司，
从此，矿务局的名字成为历史。